# 原田早穂
原田 早穂（はらだ さほ、1982年11月5日 - ）は、日本の元アーティスティックスイミング（シンクロナイズドスイミング）選手。
東京都出身。東京シンクロクラブ所属。洗足学園大学附属高等学校、日本大学文理学部卒業。ミキハウスに所属していた。

## 略歴
- 2001年、18歳で全日本ナショナルチームに参加。2004年、アテネオリンピックに出場。チーム種目で銀メダルを獲得。
- 2004年、立花美哉・武田美保の引退に伴い、鈴木絵美子とデュエットを結成。
- 2006年、ワールドカップで銅メダルを獲得。
- 2007年3月9日、テレビ朝日「クレヨンしんちゃん」に「シンクロ選手B」役として出演。
- 2007年、メルボルンで開催された世界水泳では初めてソロ種目に抜擢され、ソロ種目のテクニカルルーティンで銅メダルを獲得。
- 2008年、北京オリンピックに出場。鈴木とのデュエットで銅メダルを獲得。
- 2008年9月25日、現役引退を表明。
- 2009年、NHK「街道てくてく旅」（山陽道編 : 第9シリーズ（春編）、第10シリーズ（秋編））に旅人として出演。
- 2009年12月3日、NHK「スタジオパークからこんにちは」にゲストとして出演。
- 2011年5月から2012年5月まで日本オリンピック委員会スポーツ指導者海外研修員に採用され、マルタ共和国でアーティスティックスイミング指導者研修を受ける。
- 2015年11月13日、スイス人男性との結婚をブログで報告[1]。